# جائزة موناكو الكبرى 1993
جائزة موناكو الكبرى 1993 هو سباق فورمولا 1 أقيم بتاريخ 23 مايو 1993 في حلبة موناكو، مونت كارلو. كان السادس من أصل 16 في بطولة العالم لسباقات الفورمولا واحد موسم 1993. حلّ البرازيلي آيرتون سينا أولا بينما جاء البريطاني دايمون هيل في المركز الثاني وحصل على المركز الثالث الفرنسي جان إليزي.